# Tetraodon
Tetraodon là một chi cá trong họ cá nóc (Tetraodontidae). Nó phân bố có nguồn gốc từ châu Phi và Đông Nam Á. Chi này bao gồm cả các loài cá nước mặn, nước lợ và cá nước ngọt.

## Các loài
Hiện hành chi này có các loài sau đây:
- Tetraodon duboisi Poll, 1959
- Tetraodon lineatus Linnaeus, 1758
- Tetraodon mbu Boulenger, 1899
- Tetraodon miurus Boulenger, 1902
- Tetraodon pustulatus A. D. Murray, 1857
- Tetraodon schoutedeni Pellegrin, 1926